# Дзержинск (Минская область)
Дзержи́нск (бел. Дзяржы́нск) — город районного подчинения в Минской области Беларуси. Административный центр Дзержинского района. Город-спутник Минска. Находится на железнодорожной линии (станция Койданово, платформа Дзержинск), недалеко от города проходит автомобильная трасса М1 (Минск — Брест). Город расположен в 30 километрах от Минска.
До 1932 года назывался Ко́йданов (Койданово, Койданава), под этим именем известен ещё со времён Киевской Руси, до 1146 года носил название Крутогорье из-за неровной местности. Переименован в честь Ф. Э. Дзержинского, который появился на свет в нескольких десятках километров от города, в имении Дзержиново. Ф. Э. Дзержинскому установлен памятник напротив райисполкома.
В городе расположен Белорусский государственный архив кинофотофонодокументов (БГАКФФД).
Численность населения — 29 630 человек (на 1 января 2025 года).

## Геральдика
Герб и флаг учреждены Указом Президента Республики Беларусь от 21 июля 2008 года № 398 и зарегистрированы в Государственном геральдическом регистре 23 июля 2008 года № Б-128 и № Б-129. Одобрены решением Дзержинского районного исполнительного комитета от 28 декабря 2006 года № 2127.

## География
Поверхность центральной части района, где расположен город представляет собой сочетания крупных куполообразных холмов и слоистых понижений, разделяющих их. Чаще всего эти понижения являются ложбинами стока растаявших ледниковых вод. Они сложены песками и галькой. Возвышенности сожского возраста не имеют «живых» озёрных котловин, но глубокое расчленение, разнообразные формы, значительные высоты, делают их привлекательными для туристов. 43 % территории окрестностей города имеют высоту 180—200 м, из них 8 % выше 300 м. Наивысшая точка района — гора Дзержинская (345 м), является самой высокой точкой Беларуси. В почвенной структуре района преобладают дерново-подзолистые почвы с лёгкими и средними суглинками.

### Климат
Температура воздуха в городе и района характеризуется изменчивостью. Средняя многолетняя температура января -6,8 °С, но раз в 20 лет — ниже -13 °С и выше -1 °С; средняя многолетняя температура июля +17,7 °С, но раз в 30 лет превышает +30 °С.
Осадков выпадает 600-650 мм в год. Самые влажные месяцы в году — июль и август.

## История
За свою долгую историю центр района имел три названия — Крутогорье, Койданово, Дзержинск. Первое упоминание о городе относится к середине XII столетия. Как пишет известный белорусский этнограф XIX века Павел Шпилевский, «Койданов когда-то назывался Крутогорьем, между зданиями которого красовался большой каменный замок с великолепным зверинцем. Если к этому преданию присоединить другое, что в старой Койдановской (сгоревшей) православной церкви была икона с надписью „Крутогорье, 1146 год“, то можно полагать, что до второй половины XII века ещё не существовало названия Койданово».

### В составе Великого княжества Литовского и Речи Посполитой (до 1793 года)
Название «Койданово», с точки зрения топонимики, является притяжательным прилагательным от имени Койдан («принадлежащее Койдану»). После смерти Тохтамыша в 1406 году, многие его приближенные получили от Витовта наделы и остались жить в Литве, бросив свои земли в Золотой Орде. Имя Койдан на русский язык как раз переводится как «Бросивший земли».
Впервые поселение под названием Койданово упоминается около 1439 года, когда тут был основан один из первых костёлов на территории современной Беларуси; потом в 1445 году, в связи с передачей Койданово вместе с другими городами Великим князем Литовским Казимиром IV Ягелончиком своему брату Михаилу Жигимонтовичу.  В 1483 году поселение перешло к князю Василию Михайловичу Верейскому (правнуку Дмитрия Донского). После смерти князя Василия Верейского, с 1501 года им владела его жена Мария. В результате брака её дочери с канцлером ВКЛ Альбрехтом Гаштольдом в 1522 году перешло к Гаштольдам. С этого времени в документах поселение иногда называли «Гаштольдово». В 1502 и 1503 годах поселение дважды было сожжено крымскими татарами.
В 1542 году владельцем Койданово стал польский король Сигизмунд I Старый, который в следующем году передал город своему сыну Сигизмунду II Августу. Город являлся центром Койдановского староства, позднее — графства. В 1550 Сигизмунд II Август отдал Койданово с замком брату жены Барбары Николаю Радзивиллу Рыжему. Радзивиллы владели Койдановым до 1831 года. С 1566 года в составе Минского воеводства Литовского княжества.
Со второй половины XVI века это один из крупнейших центров кальвинизма. Около 1564 года был построен деревянный кальвинистский храм (с 1613 года — каменный, до наших дней не сохранился). Действовала плебания, школа, богадельня. Согласно переписи 1588 года — местечко, 120 дымов, замок, ратуша, кальвинистский храм, костёл, рынок, 2 корчмы, 4 водяные мельницы, фольварочные хозяйственные постройки, улицы: Рыночная, Рубежевичская, Слуцкая, Виленская, Минская, Станьковская, Плебанская.
Польский король Сигизмунд III Ваза дал жителям право проводить две большие ярмарки в год: на Сретение и Троицу, и еженедельный базар. Позднее ярмарки стали действовать и на Юрия (в мае), и на Покров. В 1620 году центром Койданово была рыночная площадь, которая с четырёх сторон была застроена домами ремесленников и торговцев. Здесь располагались 5 лавок, корчма, 23 мещанские двора. В местечке насчитывалось 110 дворов. Во время русско-польской войны 1654—1667 годов местечко несколько раз было сожжено, особенно сильно оно пострадало в 1655 году, когда было захвачено и разграблено казаками. Вот что об этом событии сообщается в книге "Койдановские евреи" : "Пройдя Понеманье, Трубецкой соединился с казаками Ивана Золотаренко. Получив подкрепление, он привел к присяге население Копыля, Узды и, выполняя поручение царя, двинулся на Минск.
Узнав, что на их пути лежит Койданово, по некоторым сведениям являвшееся штаб-квартирой ополчения Януша Радзивилла, туда решено было послать «посылку» – отряд для выполнения особого поручения. Ранним июльским утром 1655 года, когда в синагоге завершилась утренняя молитва и жители штетла возвращались домой, со стороны улицы Слуцкой послышался боевой клич казаков и топот копыт быстро приближающейся конницы. Объяснять, что это значит, никому не надо было, поэтому все бросились к своим жилищам спасать семьи и имущество. На окнах закрывались ставни, а двери укреплялись запорами. Кто не успел вовремя спрятаться в укрытии, попали под сабли появившихся запорожцев.
Зная о приближении неприятеля, кагал штетла заранее собрал крупную сумму денег. С ними на базарную площадь вышли знатные общинники, чтобы попробовать откупиться и остановить кровопролитие. Казаки приняли подношение, но поставили условие, чтобы все иудеи местечка приняли православие.
Предложение было невыполнимым, и по приказу сотника Федора Мринскова мирных беззащитных людей показательно казнили. Пролившаяся кровь стала сигналом для начала разграбления штетла. Кому-то из евреев удалось укрыться в «секретах» – потайных комнатах без окон и с узкой дверью. В домах побогаче были устроены подвалы с запасным выходом наружу с противоположной стороны дома. С помощью таких заранее приготовленных тайников и подземных тоннелей спаслось немало еврейских семей, но серьёзных жертв избежать не удалось. Казаки беспощадно расправлялись с иноверцами, среди которых было немало женщин, стариков и детей. Тех же, кто соглашался поменять веру, насильно тащили в находившуюся неподалёку церковь, где испуганный священник совершал над ними обряд крещения.
Весть о появлении казаков быстро донеслась и до центральной части местечка. Прислуга господского дома, прихватив оружие из арсенала Януша Радзивилла, укрылась за стенами кальвинистского собора. Туда же успело добраться и немало посадских людей. Мост над рвом удалось поднять буквально в последний момент перед появлением казаков. Для них такая водная преграда оказалась непреодолимой, поэтому они занялись грабежом господской усадьбы. К своему удовольствию, обнаружив в подвалах большие запасы вина, запорожцы принялись бражничать.
В пьяном угаре они устроили пожар, в котором сгорело несколько улиц
Веселье длилось и на следующий день, позволив многим койдановцам укрыться в ближайших лесах. Именно так поступили караимы из татарской слободы, которые, оседлав лошадей, успели уйти подальше от опасности. Только на третий день сотник Федор Мринсков смог привести в чувство свой отряд. Погрузив в обозы награбленное имущество и захватив в плен с полсотни молодых ремесленников для отправки их на залюднение городов Московии, казаки двинулись в сторону Минска, где уже сосредоточились основные силы русской армии. В своем отчете царю наказной гетман Войска Запорожского Иван Золотаренко о проведенной операции сообщил, что «местечка Койданов взяли, в которыя, государ, были в тоя местечке полския и литовския люди, и всех тех людей мечю предали и то местечка и посады все выжгли».
Здесь же под Минском произошло событие, которое полностью изменило судьбу великого гетмана литовского Януша Радзивилла." В 1791 году насчитывалось 134 дымы.

### В составе Российской империи (1793—1917 годы)
После второго раздела Речи Посполитой (1793) вошло в состав Российской империи. В 1800 году — двор и местечко, собственность Доминика Радзивилла, 277 дворов, 1237 жителей, униатская церковь Покрова Богородицы, кальвинистский храм, почтовая станция, 2 мельницы, торговые лавки.
В Отечественную войну 1812 года Койданово было захвачено французскими войсками, организована подпрефектура, располагались склады с продовольствием. В середине ноября 1812 года произошло большое сражение, в результате которого французы потеряли убитыми около 1000 солдат, 64 офицеров, около 4000 солдат попали в плен. Эта победа открыла российским войскам дорогу на Минск. В 1815 году в местечке проживало 262 жителя мужского пола. В 1840 году большое количество жителей умерло от эпидемии холеры. В 1851 году была построена каменная православная церковь. В 1866 году было 234 двора, 1383 жителя, церковь, костёл, кирха, синагога.
Во время восстания 1863-64 годов в окрестностях Койданово действовали повстанческие отряды под предводительством Ваньковича и Аскерки. В 1-й половине XIX века был построен постоялый двор (сожжён польскими войсками в 1920 году). В 1871 году через Койданово прошла железная дорога, было построено двухэтажное станционное здание.
В конце XIX — начале XX века действовали православная церковь, кальвинистский храм, костёл, народное и городское училища, синагога, две еврейские школы, богадельня, щетинный завод, больше 30 магазинов, паровая мельница, пивоварня, в год проходило 6 ярмарок. В 1885 году начала действовать фабрика по очистке свиной щетины. В 1897 году насчитывалось 4744 жителя. В 1899 году начала действовать спичечная фабрика (сгорела в 1919 году), на которой в 1900 году было 208 рабочих.
В 1905—1907 годах, во время первой русской революции, неоднократно происходили антиправительственные выступления рабочих. В 1908 году начало действовать городское училище, которое в 1913 году было преобразовано в высшую начальную школу. В 1912-13 годах здесь учился белорусский поэт Кондрат Крапива. С 1908 года в местечке действовал лесопильный завод. В 1909 году в местечке — 518 дворов, 4696 жителей; на одноимённой станции — 15 жителей. В 1911—12 годах действовали курсы по садоводству и овощеводству.
В Первую мировую войну с лета 1915 года местечко находилось в прифронтовой полосе. С весны 1916 года местечко и железнодорожную станцию неоднократно бомбили немецкие самолёты. Также, с 1916 года работала фабрика сухих красок. В окрестностях Койданово в ноябре 1916 года формировалась 131-я пехотная дивизия (с января 1917 года — 15-я Сибирская стрелковая дивизия), начальником которой был назначен генерал-майор Владимир Федорович Джунковский.

### Послереволюционный период
В 1917 году в местечке насчитывался 781 двор, 4009 жителей. В марте 1917 года был создан Совет солдатских депутатов, а в мае был организован большевистский комитет. В ноябре 1917 года была установлена Советская власть. В феврале—декабре 1918 года было оккупировано войсками кайзеровской Германии.
С 1 января 1919 года — в составе БССР. С августа 1919 года по июль 1920 года было оккупировано польскими войсками, которые в июле 1920 года сожгли местечко. Из 11 улиц осталось 4, сгорело 200 домов. Освобождено Красной Армией, создан ревком. В октябре-ноябре 1920 года второй раз оккупировано польскими войсками, затем находилось в нейтральной полосе между польскими и советскими частями. Согласно Рижскому договору осталось в составе БССР.
С 17 июля 1924 года — центр Койдановского района. С 3 мая 1932 года Койданово получило статус города, 29 июня 1932 года город Койданово переименован в Дзержинск. В 1926 году насчитывалось 750 дворов, 5475 жителей. С 15 января 1929 года начала выходить районная газета «Красный койдановец», с 1930 года — «Трактор», в 1931—1932 годах — «Ударник Койдановщины». В 1930 году была создана машинно-тракторная станция — первая в Беларуси. В 1939 году в Дзержинске насчитывалось 8700 жителей.
С 28 июня 1941 года по 7 июля 1944 года был оккупирован немецко-фашистскими войсками.
29 октября 1982 года стал городом областного подчинения.

### В составе Республики Беларусь
22 августа 1997 года административные единицы Дзержинский район и город Дзержинск, имеющие общий административный центр, объединены в одну административную единицу — Дзержинский район с административным центром город Дзержинск.
10 августа 2014 года Дзержинску придан статус города-спутника Минска.
В 2020 году утвержден официальный природный символ Дзержинского района — Обыкновенная лазоревка.
В 2024 году в связи с празднованием 80-й годовщины освобождения Беларуси от немецко-фашистских захватчиков и Победы советского народа в Великой Отечественной войне, а также в целях увековечения подвига воинов Красной Армии, рабочих, партизан и подпольщиков, совершенного ими при обороне и освобождении белорусских городов и других населённых пунктов город Дзержинск награждён вымпелом «За мужнасць і стойкасць у гады Вялікай Айчыннай вайны» (Указ Президента Республики Беларусь от 2 февраля 2024 года № 44).

## Население
| Численность населения (по годам) | Численность населения (по годам) | Численность населения (по годам) | Численность населения (по годам) | Численность населения (по годам) | Численность населения (по годам) | Численность населения (по годам) | Численность населения (по годам) | Численность населения (по годам) | Численность населения (по годам) | Численность населения (по годам) |
| 1866                             | 1897                             | 1909                             | 1917                             | 1926                             | 1939                             | 1970                             | 1977                             | 1991                             | 1993                             | 1996                             |
| -------------------------------- | -------------------------------- | -------------------------------- | -------------------------------- | -------------------------------- | -------------------------------- | -------------------------------- | -------------------------------- | -------------------------------- | -------------------------------- | -------------------------------- |
| 1383                             | ↗4744                            | ↘4696                            | ↘4009                            | ↗5475                            | ↗8700                            | ↗11 500                          | ↘10 700                          | ↗23 700                          | ↗23 900                          | ↗24 600                          |
| 2003                             | 2009                             | 2012                             | 2013                             | 2014                             | 2015                             | 2016                             | 2017                             | 2018                             | 2019                             | 2020                             |
| ↗25 000                          | ↗25 164                          | ↗25 670                          | ↗26 052                          | ↗26 338                          | ↗26 972                          | ↗27 225                          | ↗27 441                          | ↗27 839                          | ↗28 253                          | ↗29 292                          |
| 2021                             | 2022                             | 2023                             | 2024                             | 2025                             |                                  |                                  |                                  |                                  |                                  |                                  |
| ↗29 739                          | ↗29 863                          | ↘29 811                          | ↘29 796                          | ↘29 630                          |                                  |                                  |                                  |                                  |                                  |                                  |

| Национальный состав населения (на 2009 год) | Национальный состав населения (на 2009 год) | Национальный состав населения (на 2009 год) | Национальный состав населения (на 2009 год) | Национальный состав населения (на 2009 год) |
| Национальность (чел.)                       |                                             |                                             | %                                           |                                             |
| ------------------------------------------- | ------------------------------------------- | ------------------------------------------- | ------------------------------------------- | ------------------------------------------- |
| белорусы — 21 392 чел.                      |                                             |                                             | 85.01 %                                     |                                             |
| русские — 1 803 чел.                        |                                             |                                             | 7.16 %                                      |                                             |
| поляки — 951 чел.                           |                                             |                                             | 3.78 %                                      |                                             |
| украинцы — 285 чел.                         |                                             |                                             | 1.13 %                                      |                                             |
| другие — 733 чел.                           |                                             |                                             | 2.91 %                                      |                                             |
| всего — 25 164 чел.                         |                                             |                                             | 100.0 %                                     |                                             |

С 1991 года численность населения города имеет постоянную тенденцию к росту.
На начало 2022 года численность населения города составила 29 863 человека, из них мужчин — 13 044 (47 %), женщин — 14 949 (53 %). Удельный вес лиц моложе трудоспособного возраста составил 21 %, лиц трудоспособного возраста — 59 %, лиц старше трудоспособного возраста — 20 %.
В структуре национального состава преобладают белорусы (85 % по данным переписи 2009 года).
Численность населения — 29 630 человек (на 1 января 2025 года).

## Инфраструктура

### Застройка
По генеральному плану 1948 года предусматривалось коренным образом изменить облик города. Вскоре состоялся ввод в эксплуатацию 12 промышленных предприятий, сооружены административные здания, здания дома культуры, кинотеатра, почты, радиоузла, 2 школ; 40 двухэтажных жилых домов, открылся стадион, на месте древнего замка — жилые помещения.
Современный город занимает оба берега реки Нетечка. Главная плановая улица — ул. Ленинская, на которой сформировалась центральная площадь — общественный центр с административными зданиями.
Бульвар соединяет площадь с торговым центром (историческая часть города на углу улиц К. Маркса и Ленинской). Центральная часть, а также улица Минская и набережная реки застраиваются многоэтажными жилыми домами.

### Транспорт
По городу проходит железнодорожная линия Минск-Пассажирский—Барановичи-Полесские. В городе одна железнодорожная станция — Койданово, а также один остановочный пункт — Дзержинск, построенный в середине 2000-х годов.
От железнодорожного вокзала и автостанции ежедневно отправляются маршрутные такси по маршруту 1261-ТК «Станьково—Дзержинск—Минск» и 491 «Дзержинск—Минск». Кроме этого от площади Дзержинского отправляется другой междугородный автобусный маршрут 502 «Узда—Минск».
В городе действует несколько внутригородских автобусных маршрутов № 1, 2, 3, 4, 5, 8, 9. Однако, несмотря на множество городских маршрутов регулярными являются лишь № 1 и 4, остальные же совершают по несколько рейсов в день. Все маршруты, кроме № 2, 5 и 9, следуют из автопарка в Макавчицы через железнодорожный вокзал по разным маршрутам и улицам; маршрут № 2 (по рейсу утром и вечером) следует в деревню Дягильно по улице Протасова, № 5 (рейс утром) — на улицу Чкалова, № 9 (по рейсу утром и вечером) — на улицу Кольцевую.
От автостанции следуют пригородные автобусные маршруты, которые связывают город с большинством населённых пунктов района, в том числе с Фаниполем, Волмой, Добринёво, деревней Плоское, Полоневичи, Боровое, Крысово. Также пригородными маршрутами город связан с соседними районами: маршрут на Рубежевичи (Столбцовский район) и на Ракошичи (Узденский район). Все городские и пригородные маршруты обслуживает Автопарк №15 ОАО «Миноблавтотранс», который помимо Дзержинского района охватывает и соседний Узденский.

### Улицы и площади
В Дзержинске насчитывается свыше 80 улиц и переулков, общей протяжённостью более 50 километров; также в составе города находятся посёлок Макавчицы, микрорайон Железнодорожный, микрорайон Родники и жилой квартал Радужный.
| Современное название | Историческое название                                       |
| 1-я Ленинская улица  | Станьковская улица, По другим данным — Старая Минская улица |
| 2-я Ленинская улица  | Рубежевичская улица, по другим данным— Слуцкая улица        |
| Горького улица       | Садовая улица                                               |
| Карла Маркса улица   | Слуцкая улица, По другим данным — Станьковская улица        |
| Октябрьская улица    | Виленская улица                                             |
| Ленинградская улица  | Рубежевичская улица (?)                                     |
| Первомайская улица   | Плябанская улица Собрания улица                             |
| Советская улица      | Минская улица, По другим данным — Новая Минская улица       |
| Советский переулок   | Татарская Гора улица                                        |

## Экономика
На сегодняшний день11[когда?]

 промышленность представлена двадцать одним предприятием различных форм собственности. Основными отраслями являются машиностроение и металлообработка (опытно-механический, экспериментально-механический, мотороремонтный и др. заводы), лёгкая (швейная фабрика «Элиз», текстильная фабрика, льнозавод) и пищевая промышленность (хлебозавод). В районе действует 16 сельскохозяйственных организаций, ОАО «Агрокомбинат «Дзержинский», животноводческое племенное объединение «Шикотовичи». Основные отрасли сельского хозяйства: производство мяса и молока, льноводство. В районе добываются полезные ископаемые: торф, песочные материалы, глина для грубой керамики.
- Дзержинский завод «Агромаш» (производство сельхозтехники);
- Дзержинский опытно-механический завод (ДОМЗ; основан в 1929 году как завод «Красный штамповщик»);
- Дзержинский мотороремонтный завод (производство моторов; действовал в 1967—2015 годах);
- Дзержинский экспериментально-механический завод (ДЭМЗ; основан в 1977 году; производство кузовов, модификаций трамваев, автобусов и др.);
- Дзержинская швейная фабрика «Элиз» (основана в 1928 году как артель «Объединение»);
- Дзержинский льняной завод (работал в 1966—2015 годах; производство льняных изделий);
- Унитарное предприятие «МАВ» (производство лакокрасочных изделий);
- Унитарное предприятие «ИМО» (реконструкция, ремонт зданий и помещений).

## Образование и наука
В городе действует 4 общеобразовательные школы (из них — 2 гимназии):
- ГУО "Гимназия города Дзержинска" (бывшая средняя школа № 3)[24]
- ГУО "Гимназия № 1" (бывшая средняя школа № 1)[25]
- ГУО "Средняя школа № 2"[26]
- ГУО "Средняя школа № 4"[27]

В сфере профессионального образования имеется областной аграрно-технический колледж, созданный на базе лицея, открытого в 1980 году.

## Культура
- Дом культуры
- Государственное учреждение «Дзержинский районный историко-краеведческий музей»[29]
- Кинотеатр «Эра» — первых зрителей принял  7 ноября 1971 года. В кинотеатре 1 зал на 262 места.[30]

## События и мероприятия
- 6-15 сентября 2023 года — Марафон «17 граней единства», приуроченный ко Дню народного единства[31]. 6 сентября 2023 года марафон стартовал в Дзержинске.

## Достопримечательности
- Городище «Гаштольдова гора» (XI—XIII вв.)
- Замчище
- Костёл Святой Анны
- Свято-Покровская церковь

Принадлежит Русской православной церкви. Построена на месте деревянной примерно в 1851 году, стены и потолки в боковых нефах из кирпича, главный барабан сделан из дерева. Сейчас в храме совершаются богослужения.
- Братские могилы, ул. 1-я Ленинская —  Историко-культурная ценность Республики Беларусь, шифр 613Д000132.

### Памятник, скульптура
- Памятник В. И. Ленину
- Памятник Феликсу Дзержинскому
- Мемориальный комплекс, ул. Первомайская
- Памятный знак в честь Марата Казея на Аллее Героев на площади Дзержинского.
- Композиция «Меч Невского, щит Дзержинского» (2024), сквер, ул. 1-я Ленинская[32].

### Утраченное наследие
- Кальвинский храм (1613-1621)
- Койдановский замок

- Свято-Покровская церковь
- Костёл Святой Анны
- Дом культуры
- Улица Омельянюка

## Спорт
- Физкультурно-оздоровительный комплекс «Алімп»

## Международное сотрудничество
Города-побратимы:
С 2005 года Дзержинск является городом-побратимом с российским городом Волоколамск в Московской области, с 2012 года породнён с городом Дзержинский.